# Benyamin Sueb
Benyamin Sueb (* 5. März 1939 in Jakarta; † 5. September 1995 ebenda) war ein indonesischer Schauspieler, Filmregisseur und Sänger. Er produzierte 75 Alben und 53 Filme.

## Leben

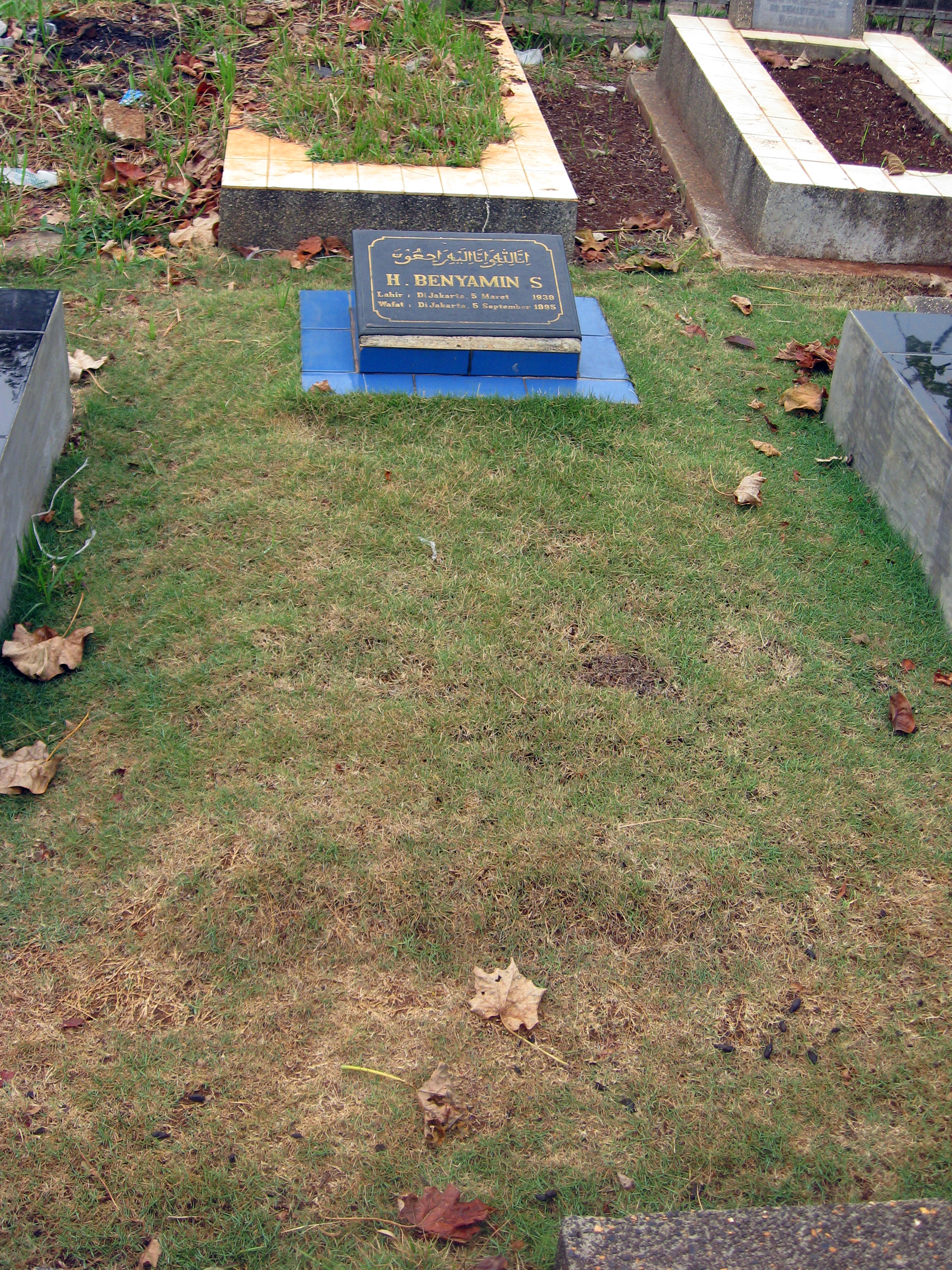
Suebs Grab in Jakarta

Benyamin Sueb wurde im Jakartaer Stadtteil Kemayoran geboren. Seine Eltern sind Suaeb and Aisyah. Er arbeitete nicht nur als Sänger, Comedian, Schauspieler und Filmproduzent, sondern war auch Hauptdirektor der Jiung Movies Company. Er ging von 1946 bis 1951 an die Bendungan Jago-Grundschule in Jakarta und von 1951 bis 1952 an die Santo Yosef Bandung-Grundschule. 1955 schloss er die Taman Madya Cikini Junior High School ab, 1958 die Taman Siswa Senior High School. Das Studium an der Akademi Bank Jakarta schloss er nicht ab. Er besuchte 1960 Kurse an der Lembaga Pembinaan Perusahaan & Ketatalaksanaan, leistete 1960 im regionalen Militärkommando Jakarta (Kodam V/Jaya) seinen militärischen Grundwehrdienst ab und besuchte 1964 Kurse in Lembaga Administrasi Negara.
Mit einer Stimme zwischen Bariton und Bass sang er üblicherweise auf Betawi.
Beim Indonesischen Filmfestival erhielt er den Citra-Preis als bester Schauspieler in den Filmen Intan Berduri (1972) und Si Doel Anak Modern (1976). Sueb war auch Produzent und Regisseur von 27 Filmen.
Er pilgerte fünfzehn Mal nach Mekka zum Haddsch.
Benyamin starb, nachdem er einige Tage im Koma gelegen hatte. Er liegt in Karet Bivak, Jakarta, begraben.

## Diskografie

### Alben
- Parade 68 (Mesra Records)
- Tak Mau Dimadu (Remaco)
- Dunia Masih Lebar (Remaco)
- Ke Pantai Florida (Mutiara)
- Kompal Kampil (Remaco)
- Pijitin (Remaco)
- Artis JK Records (JK Records)
- In Memoriam Benyamin S (Musica Studio)
- Juki (Musica Studios)